# Ostnoploutví
Ostnoploutví (Perciformes) jsou významný řád paprskoploutvých ryb ze série Eupercaria s komplikovanou taxonomickou historií. Donedávna byli ostnoploutví obrovskou nepřirozenou sběrnou skupinou (největším řádem obratlovců vůbec) pro pokročilé paprskoploutvé ryby, které se v typickém případě vyznačovaly dvěma hřbetními ploutvemi, přičemž ta přední nesla pevné ostré ostny, dále ktenoidními (drobně ostnitými) šupinami a břišními ploutvemi posunutými daleko vpřed pod prsní ploutve. Takto pojatí ostnoploutví však byli mnohočetně parafyletickou skupinou např. vůči řádům platýsi, čtverzubci, ďasové, cípalové, jehly a mnoha dalším.
Teprve fylogenetické studie založené na porovnávání sekvencí DNA, které byly prováděny v tomto tisíciletí, umožnily postupně lépe porozumět příbuzenským vztahům mezi různými liniemi ryb včetně tradičních ostnoploutvých a konečně vymezit ostnoploutvé úžeji jako monofyletickou skupinu (a zároveň ustanovit řadu nových rybích řádů). Na druhou stranu nejsou známy žádné morfologické znaky, které by úzce vymezené ostnoploutvé jednotně charakterizovaly.
Mezi moderně pojímané ostnoploutvé jsou kromě okounovitých (po nichž je řád pojmenován: „Perciformes“ znamená „okounotvární“) dále řazeni např. kanicové, významná antarktická skupina ledovky, ropušnice a jejich širší příbuzenstvo (většina bývalého řádu ropušnicotvární) včetně vranek, které jsou kromě okounovitých další čeledí ostnoploutvých zastoupenou v přírodě České republiky. Stejně tak se lze v České republice setkat s koljuškami, které poněkud nečekaně také patří mezi ostnoploutvé, ačkoli dříve byly spojovány s jehlami v řádu volnoostní. Velká většina ostnoploutvých jsou ryby mořské, některé z nich mají hospodářský význam (např. okouníci, štítníci, vlkoušové a mnohé další). Patří mezi ně i jedny z nejhlouběji se vyskytujících ryb (terčice z čeledi terčovkovití).

## Tradiční pojetí
Až do 10. let 21. století fungoval tento řád jako nepřirozená sběrná skupina evolučně pokročilých ryb vyznačujících se v typickém případě dvěma hřbetními ploutvemi (nebo hřbetní ploutví zřetelně rozdělenou na dvě části), z nichž přední je vybavena pevnými ostny, dále pak ktenoidními šupinami nebo břišními ploutvemi posunutými až na hrdlo, kde se jejich pletenec napojuje na zadní okraj lebky (na cleithrum za skřelemi). Tyto znaky však nejsou sdílenými evolučními novinkami (synapomorfiemi), které by tuto skupinu vymezovaly oproti jiným řádům, nýbrž pleziomorfiemi – znaky zděděnými po předcích a sdílenými i s jinými řády. Již během 20. století, hlavně během jeho druhé poloviny, kdy se začaly používat kladistické metody rekonstrukce příbuzenských vztahů, začalo být jasné, že takto široce pojatý řád ostnoploutvých ryb je mnohočetně parafyletický např. vůči řádům platýsi, čtverzubci nebo bývalému řádu ropušnicotvární. Molekulárně-biologická data a jejich analýzy pak prokázaly, že i další tradičně vymezované řády (např. jehly, gavúni, cípalové, ďasové a další) jsou jen jednotlivými specializovanými (a proto i na základě „pouhé“ morfologie rozpoznatelnými) liniemi široce pojatých ostnoploutvých.
Široce pojatý řád ostnoploutvých zahrnoval obrovské množství čeledí (asi 160), rodů (přes 1 500) a druhů (více než 10 000); šlo o druhově nejbohatší řád obratlovců vůbec. Vzájemné vztahy mezi těmito čeleděmi byly dlouho nejasné a pro velmi nepřesvědčivé výsledky kladistických studií morfologických dat i raných studií molekulárních dat si tato skupina vysloužila žertovné označení „bush at the top“ (doslova „křoví tam nahoře“, myšleno jako změť krátkých nerozlišených větví na vrcholu evolučního stromu paprskoploutvých ryb).
Ukázkou jedné z nejnovějších forem systému tradičně pojatých ostnoploutvých je např. systém ze čtvrtého vydání Nelsonovy vlivné knihy Fishes of the World z r. 2006.
Právě s tímto tradičním, ale nesprávným pojetím ostnoploutvých se lze dosud (v r. 2022) setkat ve většině odborné i populární literatury v českém i anglickém jazyce.

## Moderní pojetí
Po přelomu tisíciletí se začaly objevovat první fylogenetické analýzy založené na molekulárních datech zahrnující reprezentanty tradičních ostnoploutvých ryb a dalších řádů. Postupně tak byla odhalována struktura evolučního stromu těchto ryb. Mimo jiné se ukázalo, že některé tehdy uznávané řády (např. ropušnicotvární, volnoostní) jsou polyfyletické a že alespoň někteří jejich zástupci patří do blízkého příbuzenstva okounovitých společně s některými zástupci tradičních ostnoploutvých, např. s kanici (toto nově se rýsující seskupení ryb se někdy označovalo také jako řád Serraniformes – „kanicotvární“). Následné rozsáhlé fylogenetické studie velkého počtu genů zástupců mnoha rybích čeledí umožnily konečně definovat ostnoploutvé jako monofyletickou skupinu. První takovou biologicky korektní definicí ostnoploutvých je pojetí uvedené v článku Betancura-R. a kol. z r. 2013, následně zpřesněné dalšími studiemi.
Přestože došlo k drastickému snížení počtu čeledí zahrnovaných mezi ostnoploutvé (pro vyřazené čeledi byly zhusta definovány nové monofyletické řády), zůstali ostnoploutví stále druhově velice bohatou skupinou a jak bylo výše naznačeno, staly se naopak jejich součástí poněkud nečekaně některé dříve samostatné řády nebo alespoň někteří jejich zástupci (např. většina bývalých ropušnicotvárných nebo koljušky a jejich nejbližší příbuzenstvo řazené dříve mezi volnoostné).
Ačkoli jsou podle fylogenetických studií moderně pojímaní ostnoploutví monofyletickou skupinou, nejsou známy žádné morfologické znaky, které by tuto skupinu sjednocovaly: diverzita (druhová rozmanitost) a disparita (rozmanitost tvarů) je v rámci této skupiny značná.

## Zástupci
Vzhledem k tomu, že odborný název ostnoploutvých je „Perciformes“, v doslovném překladu „okounotvární“ podle rodu okoun (Perca), musí ostnoploutví vždy zahrnovat okounovité ryby, které se svým nejbližším příbuzenstvem tvoří jakési jeho „jádro“. Jaké další čeledi bude řád zahrnovat, je již otázkou konsensu, vždy by ale měl být monofyletický. V pojetí Betancura-R. a kol. a dalších autorit (např. podle databáze FishBase) zahrnuje řád ostnoploutví zejména následující skupiny (nejde o kompletní seznam):
- okounovité ryby (Percidae) a jejich nejbližší příbuzenstvo (podřád Percoidei), což jsou ostnatcovití (Trachinidae) a rod Niphon řazený původně mezi kanice. Okounovití jsou významnou čeledí sladkovodních ryb v Severní Americe (kde jsou druhově nejpestřejší) a v Eurasii; hojně zastoupeni jsou i ve vodách ČR. Ostnatci jsou jedovaté bentické mořské ryby.[5][6]
- kanicovité ryby (Serranidae) v podřádu Serranoidei, jež jsou velikou a významnou čeledí mořských (vzácně sladkovodních) tropických a subtropických ryb. Patří mezi ně přes 500 druhů, některé mají hospodářský význam.[5][6]

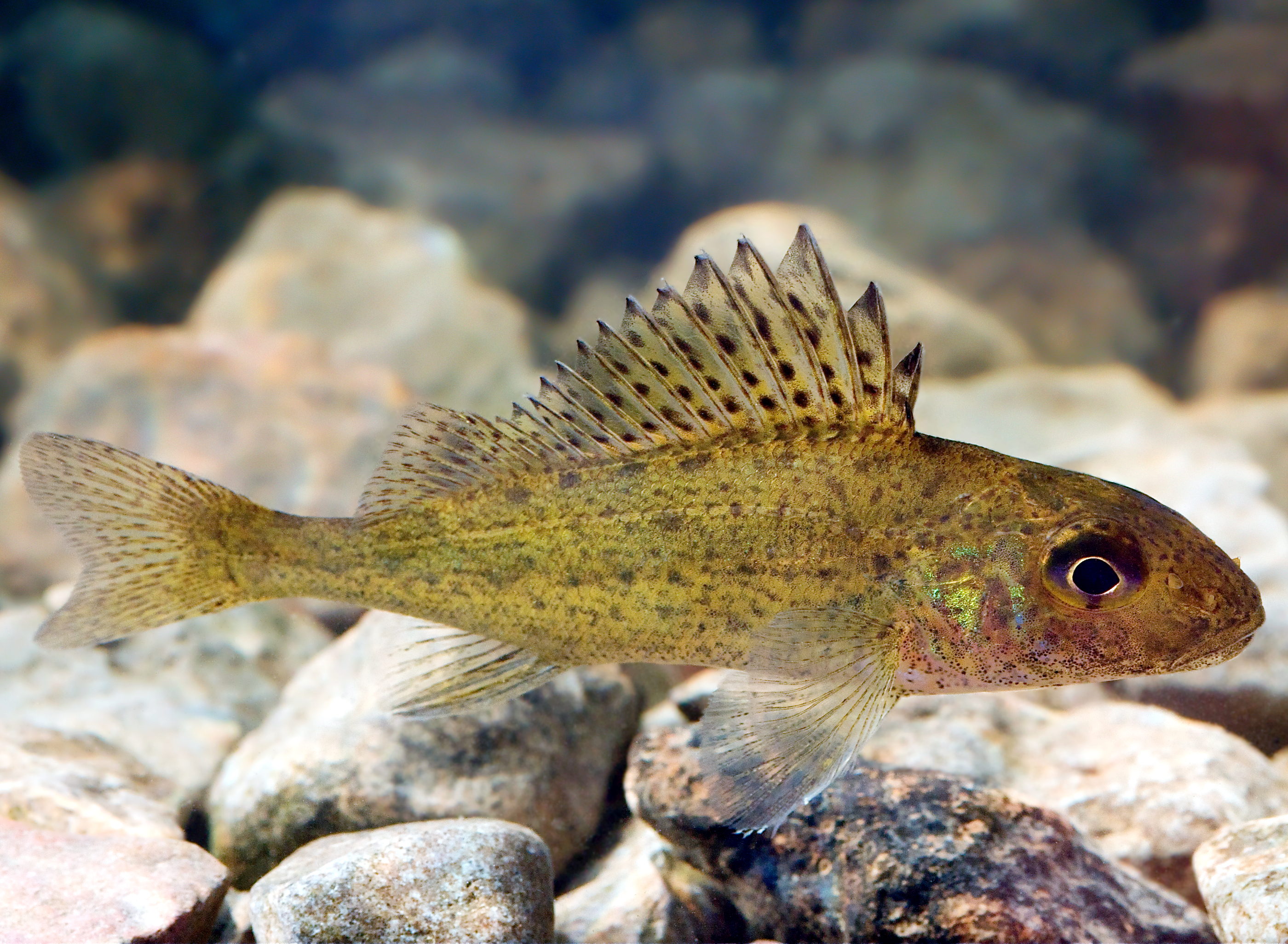
chladnomilné ryby z podřádu Notothenioidei uváděné někdy i jako samostatný řád ledovky (Notoheniiformes). Jde o významnou a diverzifikovanou skupinu ryb jižních moří; řada jich žije při pobřeží Antarktidy. Vykazují zajímavé adaptace na chlad včetně glykoproteinů zabraňujících tvorbě ledových krystalů. Patří sem asi 9 čeledí, např. ledovkovití (Nototheniidae).[11]   - Ježdík obecný (okounovití)
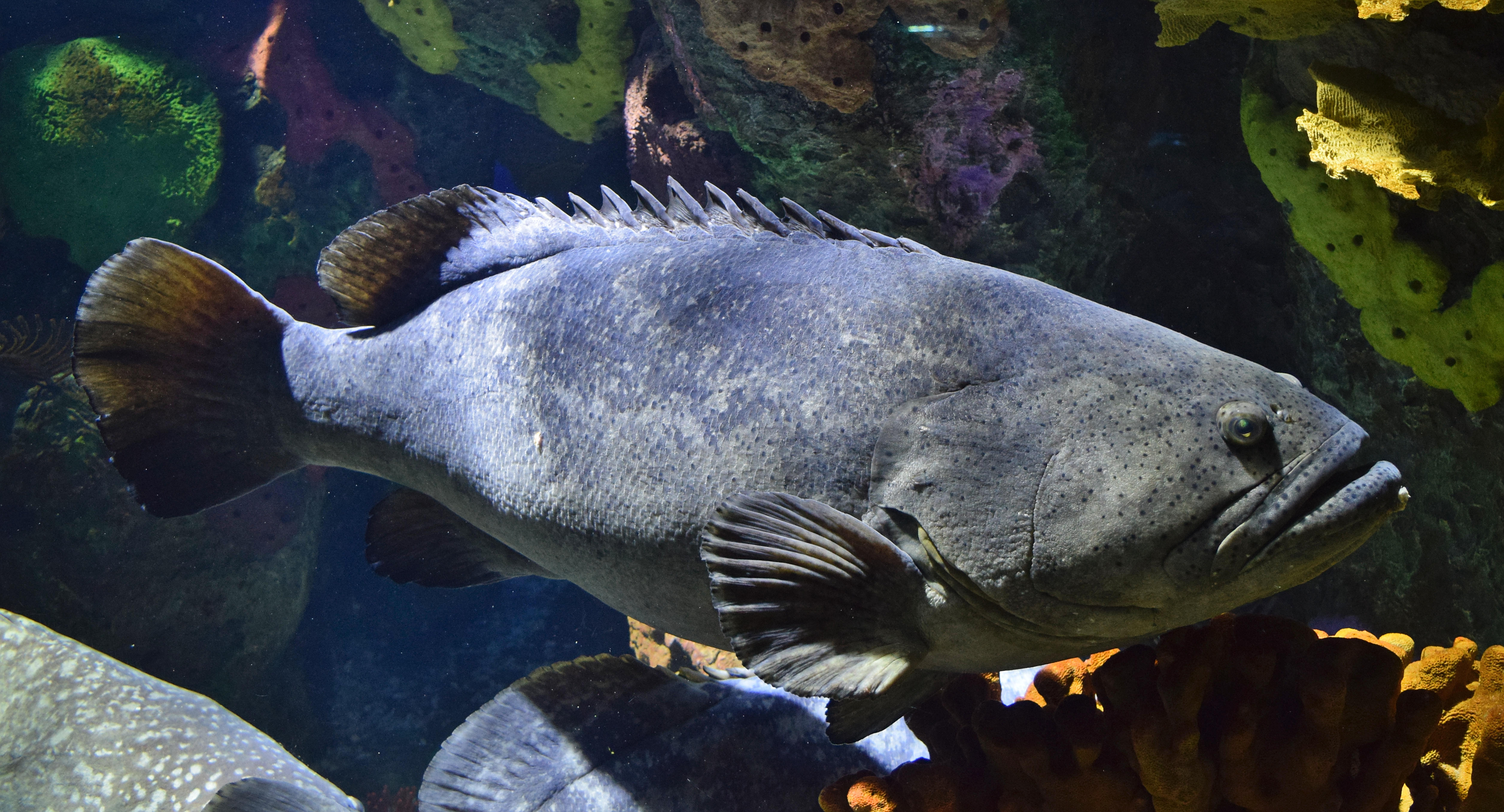
Kanic obrovský
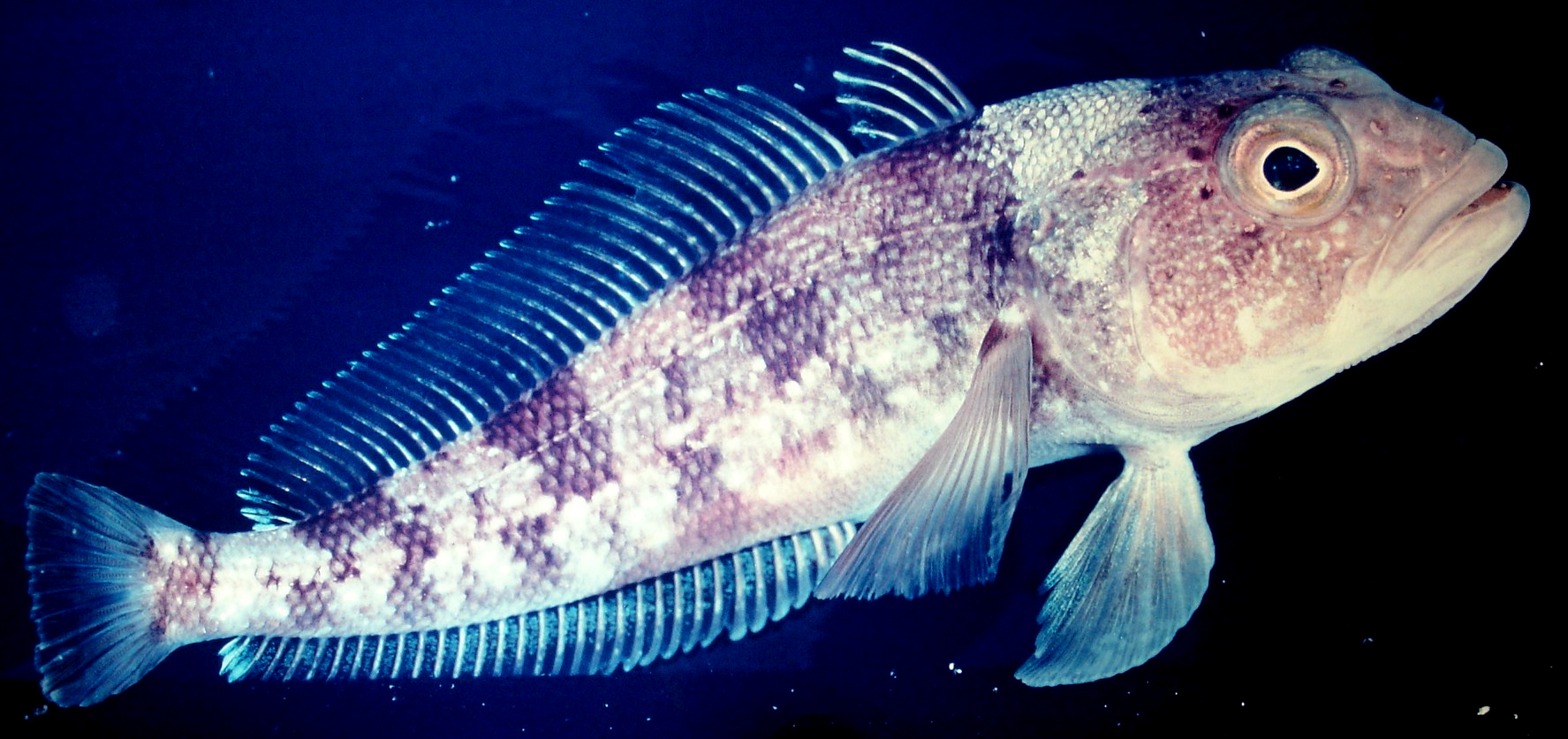
Ledovka Bernacchova
  - Kanic obrovský
  - Ledovka Bernacchova
- velkou většinu bývalého řádu ropušnicotvární (Scorpaeniformes), který ovšem nikdy neměl stabilní složení a řadily se do něj i některé nepříbuzné ryby (např. letuchy přeřazené později do řádu jehel). Charakteristikou této linie je hlava, případně i tělo kryté pevnými kostěnými destičkami vybíhajícími v trny. Jejich prsní a ocasní ploutve bývají na zadním okraji zaoblené.[2][5][6] Do (ne nutně monofyletické) skupiny „ropušnicotvárných ostnoploutvých“ patří např.:
  - ropušnicovití (Scorpaenidae) a jejich bezprostřední příbuzenstvo (podřád Scorpaenoidei) jako odrancovití (Synanceiidae) a další. Jsou to většinou bentické ryby číhající nehnutě na kořist, mnozí z nich jsou vybaveni jedovými žlázami, které vyúsťují na trnech ploutví. Příkladem jsou odranci, ropušnice nebo známí perutýni z téže čeledi. Je u nich časté vnitřní oplození. Některé druhy, hlavně okouníci z čeledi okouníkovitých (Sebastidae), patří mezi významné lovné ryby. Pro svůj nezvyklý vzhled se různí zástupci této skupiny chovají v mořských akváriích.[5]
  - štítníkovití (Triglidae) a brňákovití (Peristediidae) v podřádu Trigloidei. Štítníci jsou ryby s obrněnou hlavou a několika nápadnými samostatnými paprsky prsních ploutví s hmatovou funkcí.[5]
  - velice diverzifikovaný podřád Cottoidei, kam byly na základě výsledků fylogenetických analýz zařazeny i čeledi, které se dříve mezi ropušnicotvárné neřadily, např. koljuškovité nebo slimulovité ryby. Mezi nejvýraznější zástupce Cottoidei patří:
    - početná čeleď vrankovití (Cottidae) se skoro 300 druhy a příbuzné čeledi (infrařád Cottales). Vranky jsou zastoupeny většinou v mořích, ale také ve sladkých vodách včetně ČR, kde se v rychle proudících vodách vyskytuje vranka obecná (Cottus gobio). Chybí jim plynový měchýř. Zajímaví jsou mořští hranáči (Cyclopteridae) s vysokým tělem pokrytým kostěnými hrbolky. Jejich břišní ploutve tvoří přísavku. Podobnou přísavku mají i zástupci čeledi terčovkovití (Liparidae), kteří mají lysé tělo a jejich nepárové ploutve někdy splývají do ploutevního lemu.[5] Terčice Pseudoliparis swirei z této čeledi patří mezi nejhlouběji zaznamenané ryby vůbec.[12] Tlustohlavec tasmánský z čeledi tlustohlavcovití (Psychrolutidae) známý i pod anglickým označením „blobfish“ si vysloužil přízvisko „nejošklivější ryba světa“ (po ulovení vlečnou sítí a vytažení z velkých hloubek totiž dochází k rozsáhlému poškození a deformaci jeho těla).[13]
    - koljuškovití (Gasterosteidae) a další dvě méně významné čeledi v infrařádu Gasterostales. Koljušky jsou drobné rybky s nápadnými samostatnými trny před hřbetní ploutví. Samci staví hnízda, v nichž střeží jikry. Tradičně byly spojovány s jehlami do řádu volnoostní.[5]
    - slimulovití (Zoarcidae) a příbuzenstvo v infrařádu Zoarcales. Protažené mořské ryby s dlouhou hřbetní i řitní ploutví. Nebývaly spojovány s vrankami ani dalšími ropušnicotvárnými (řadily se do široce pojatého řádu volnoostní). Nápadní jsou vlkoušovití (Anarhichadidae), což jsou i více než dvoumetrové s oblibou lovené dravé ryby bez břišních ploutví.[5]       - Okouník Steindachnerův

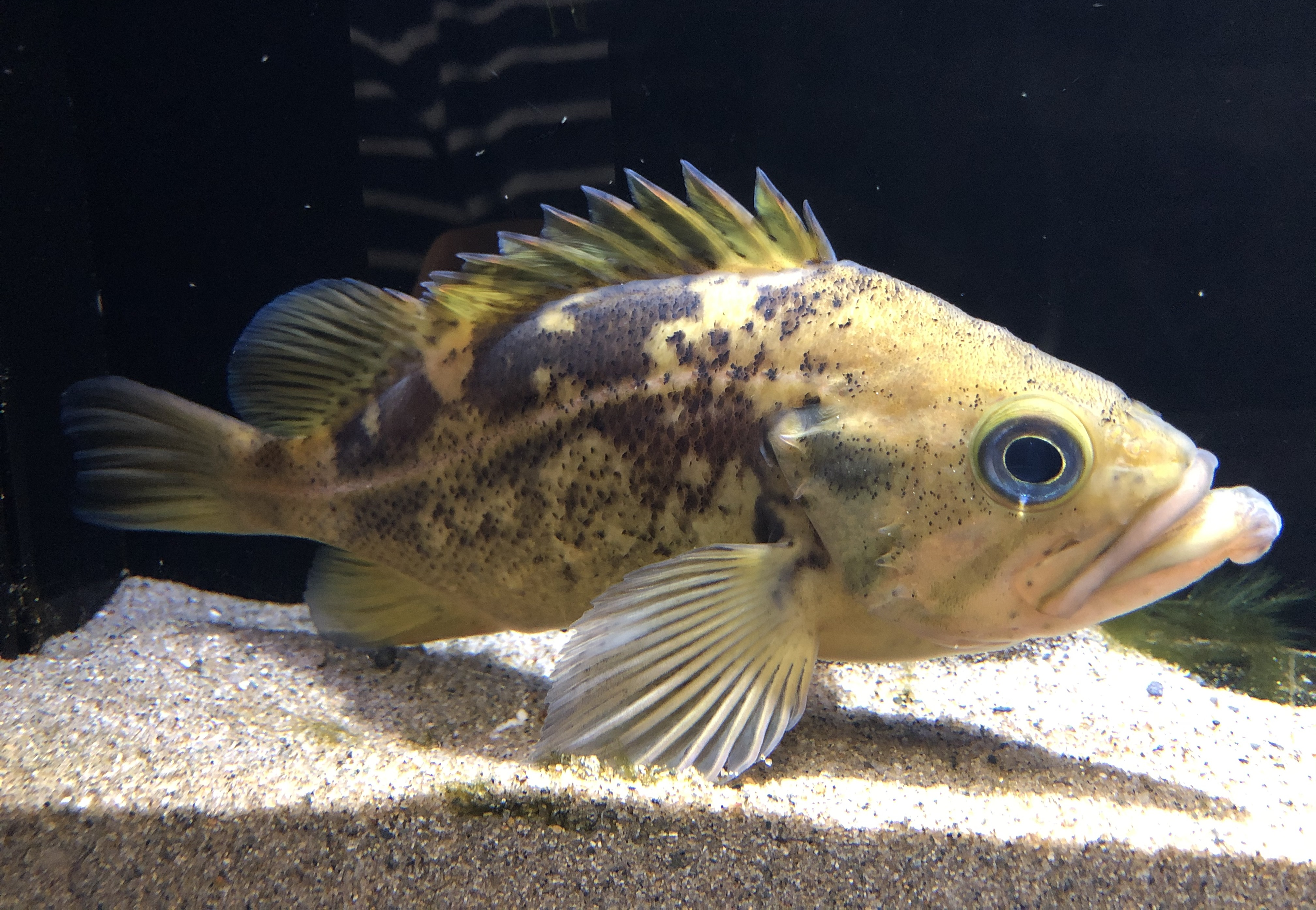
Okouník Steindachnerův
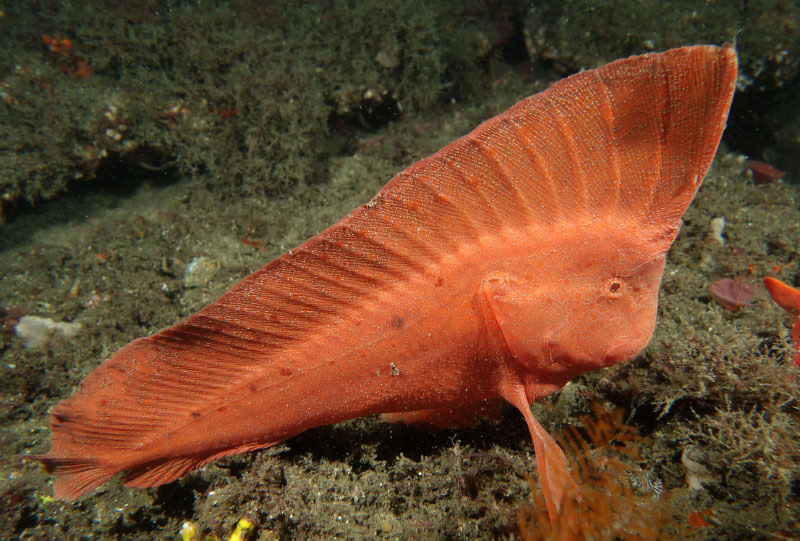
Vlajkovka červenavá (vlajkovkovití, Scorpaenoidei)
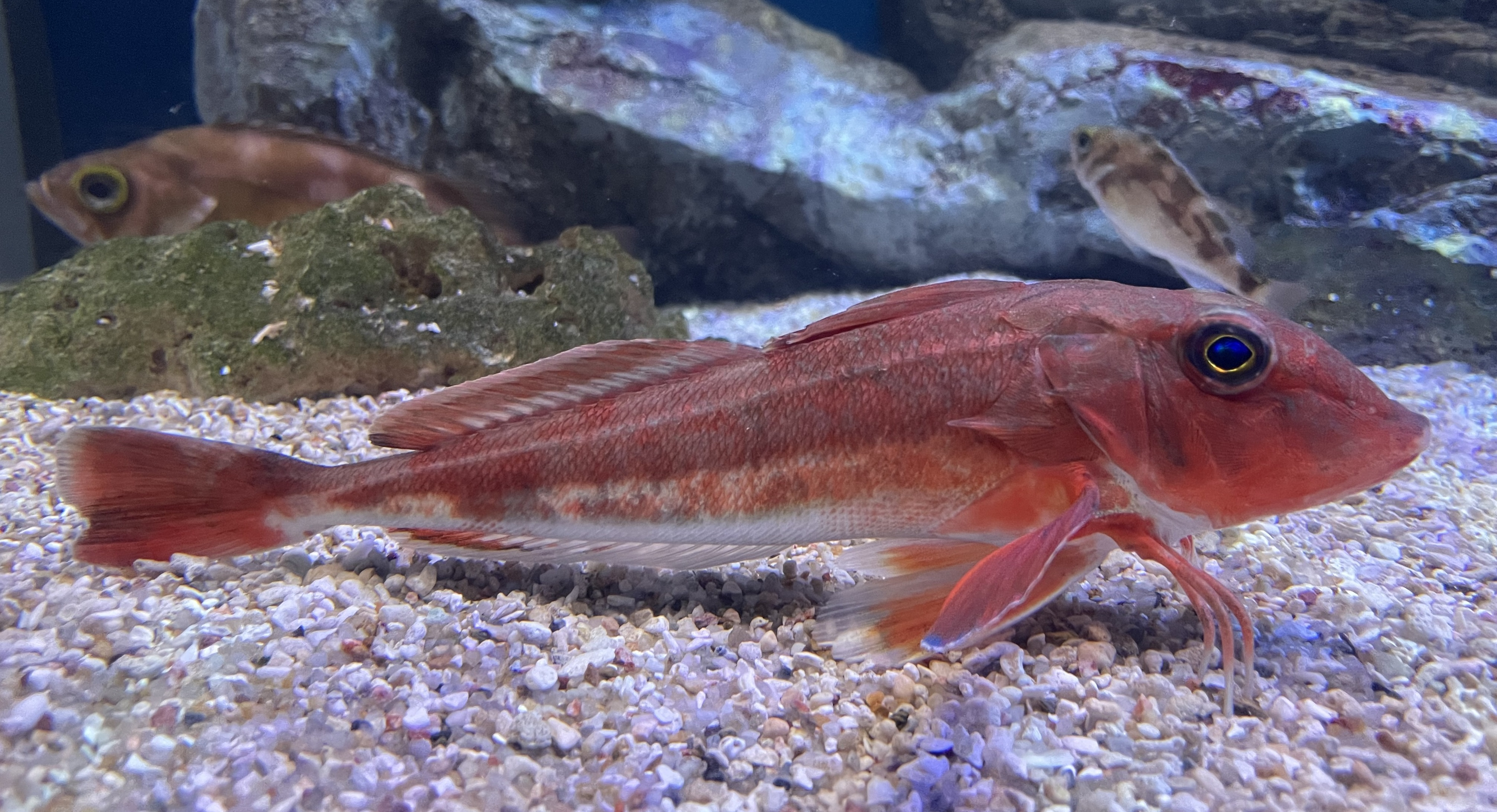
Štítník bělobřichý
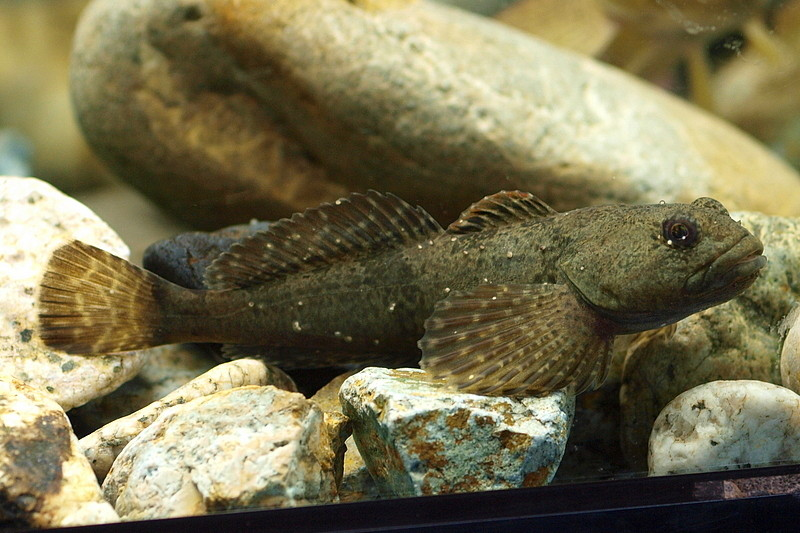
Vranka sapporská
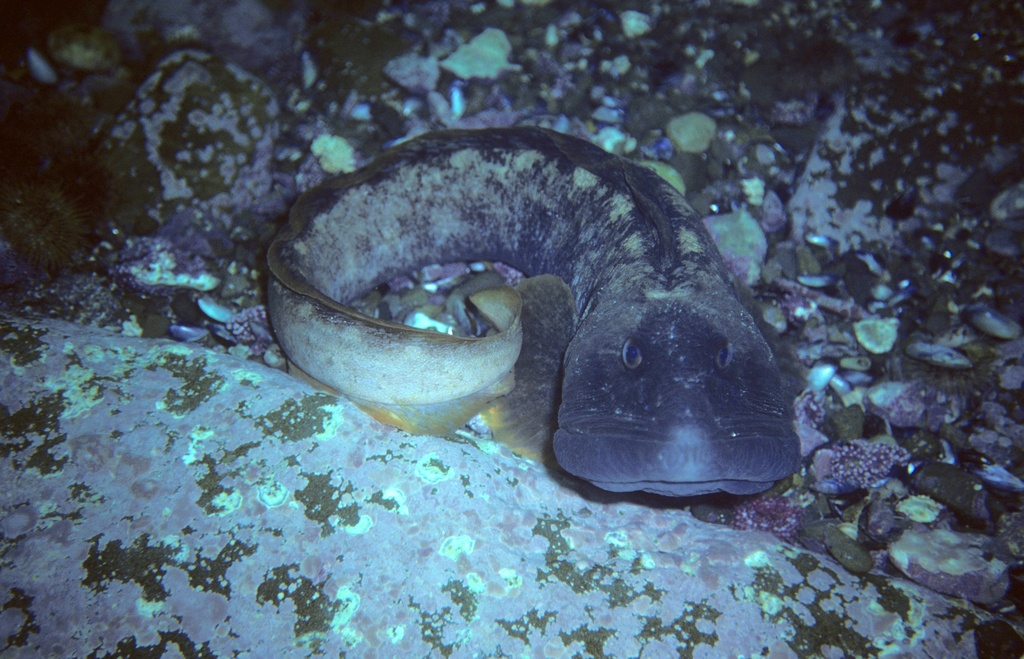
Slimule americká
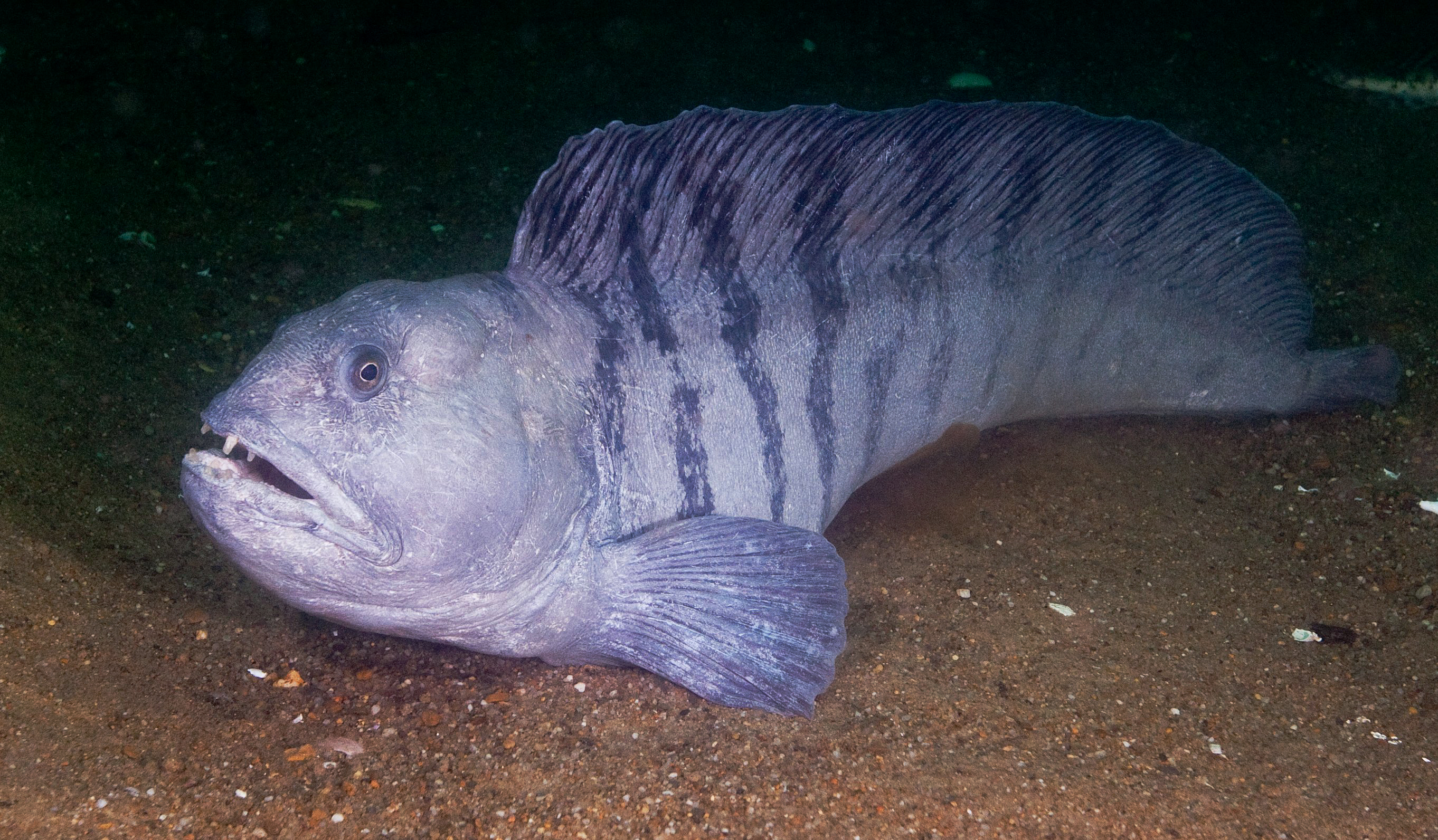
Vlkouš obecný

      - Vlajkovka červenavá (vlajkovkovití, Scorpaenoidei)
      - Štítník bělobřichý
      - Vranka sapporská
      - Slimule americká
      - Vlkouš obecný